# Един Хасановић
Един Хасановић (Зворник, 2. април 1992) босанскохерцеговачки је глумац.

## Биографија
Рођен је 2. априла 1992. године у Зворнику. Син је етничких Бошњака. Због рата у Босни и Херцеговини се преселио у Немачку, где је и завршио образовање.

## Филмографија
| Улоге Едина Хасановића |                      |               |                 |          |
| Година                 | Српски назив         | Изворни назив | Улога           | Напомена |
| 2022.                  | На западу ништа ново |               | Тјаден Стакфлит |          |